# Serratosa
Serratosa és una masia de les Masies de Voltregà (Osona) inclosa a l'Inventari del Patrimoni Arquitectònic de Catalunya.

## Descripció
Masia amb una planta formada per dos cossos rectangulars disposats en angle recte. Està construïda damunt un pendent de marges i aprofitant el desnivell. La façana orientada a tramuntana té un portal d'arc deprimit o convex que es troba a la part esquerra d'aquest cos, al costat del qual s'hi annexiona un cos de galeries, formant angle recte. Les galeries s'obren en l’àmbit del primer i segon pis, amb arcs rebaixats sostinguts per pilars. Damunt el portal hi ha un escut amb una serra.
La casa i la lliça, junt amb algunes dependències agrícoles són tancades per un mur i una porta de ferro. A l'extrem nord-oest de la lliça hi ha un arc que condueix als corrals.
Adossat al mas hi ha una capella amb una única nau i capçalera sense absis, orientada a llevant. A la part de tramuntana hi ha adossada una petita sagristia. Al mur de migdia s'hi forma un petit atri amb arcs de mig punt que ens condueix al portal de l'església, també orientat a migdia i situat als peus del temple. A ponent, a tocar la construcció de la casa, s'hi eleva un petit campanar d'espadanya el qual encara conserva la campana.
Els materials constructius són la pedra, l'arrebossat, i carreus per remarcar elements rellevants.

## Història

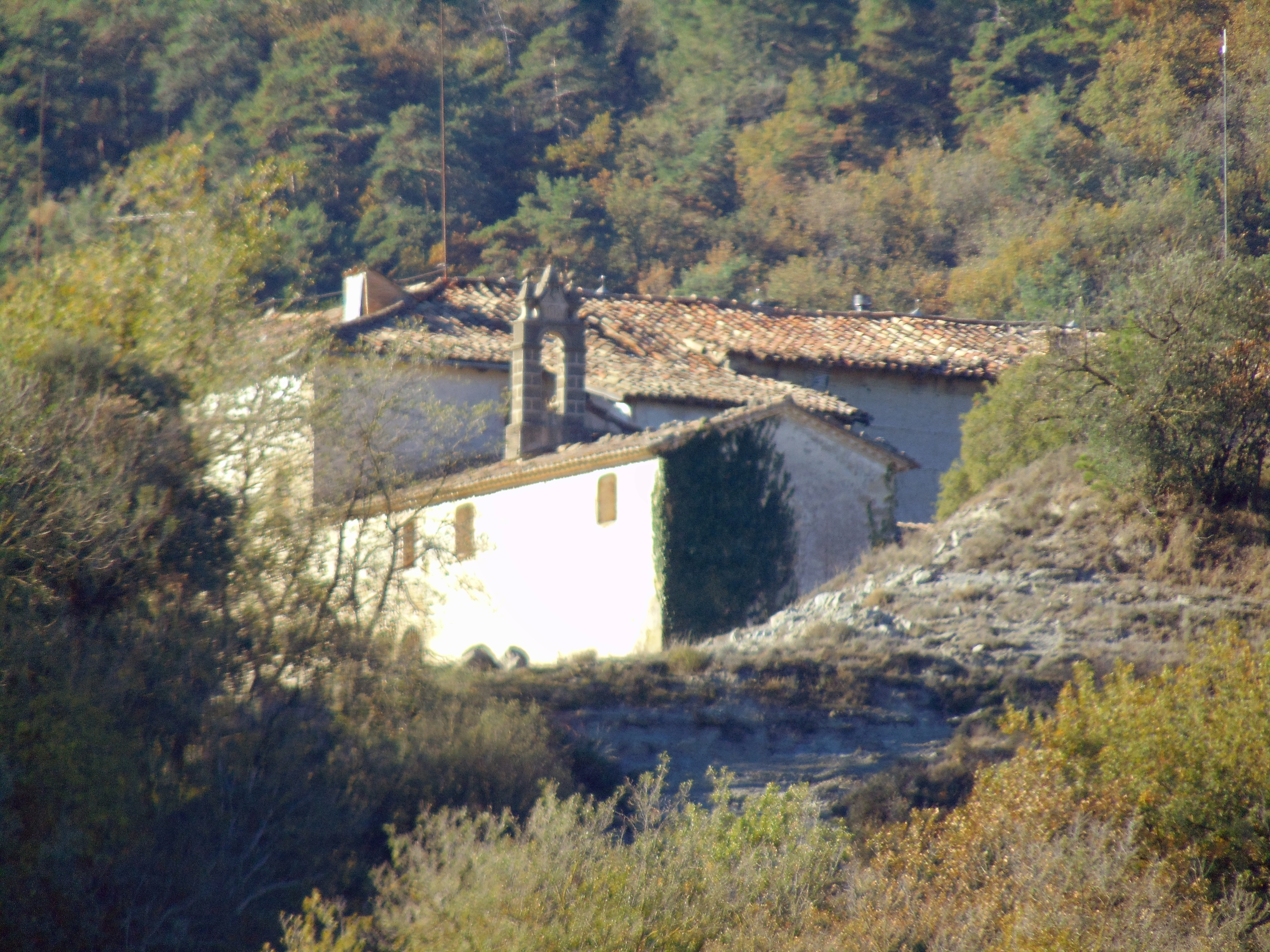
La Capella del Mas

Antic mas que trobem registrat en el fogatge de 1553. Es tracta d'Andreu Serratosa, habitant del mas que porta el mateix nom. Encara avui es manté la mateixa genealogia. El mas ha sofert diverses etapes constructives que daten dels segles: XVI, XVIII i XX.
Capella lligada a la història del mas de Serratosa. Segons les llindes conservades, podem datar-la al 1877. Més tard fou devastada i es renovà construint-hi també el campanar d'espadanya, datat al 1929.
Es dedicà aquesta capella a la Mare de Déu del Roser.